# Cercle de Saint-Léonard
Le cercle de Saint-Léonard est un groupement d'artistes alsaciens créé après la défaite de 1871.
Charles Spindler et Anselme Laugel en sont les instigateurs. Progressivement d'autres artistes se joindront à eux. D'abord des professeurs de l'école des Arts Décoratifs : Léon Hornecker, Alfred Marzolff, Joseph Sattler; puis Paul Braunagel, Georges Ritleng, Emile Schneider, Léo Schnug, Lothar von Seebach, Léon Elchinger et Gustave Stoskopf.
Ils se retrouvent au Dîner des Treize à Saint-Léonard puis à Strasbourg dès 1891.
Proche de la nature et de la culture alsacienne, ce cercle n'est pas comme une confrérie mais regroupe des artistes alsaciens ayant été formés à Paris ou en Allemagne qui n'ont connu que l'Alsace annexée par l'Allemagne en 1871 et qui expriment le besoin de se retrouver autour d'une identité alsacienne.
Le cercle permet aussi à Charles Spindler de faire entrer l'industrie dans les arts et être apprécié de la bourgeoisie.
En 1905, la galerie d'art alsacienne, rue brûlée diffuse les œuvres produites par le Cercle. 

## Historique
Ces artistes  se rencontrent dans une ancienne abbaye bénédictine du hameau Saint-Léonard à Bœrsch  , devenue la marqueterie Spindler.